# Горяне (Бычихинский сельсовет)
Горяне — упраздненная деревня в Городокском районе Витебской области Беларуси. Горяне входили в состав Бычихинского сельсовета. Населённый пункт был упразднён в январе 2017 года.
Находился примерно в 5 км к востоку от более крупной деревни Бычиха.

## Население
- 1999 год — 3 человека
- 2010 год — 0 человек [3]